# 横川村
横川村（よこかわむら）は栃木県の中部、河内郡に属していた村である。

## 地理
- 河川：田川

## 歴史
- 1889年（明治22年）4月1日 - 町村制施行により、屋板村、東横田村、上横田村、東川田村、江曽島村、平松村、下栗村、猿山新田、砂田村が合併し河内郡横川村が成立する。
- 1949年（昭和24年）4月1日 - 平松の一部が宇都宮市へ編入される。
- 1952年（昭和27年）4月1日 - 江曽島の一部が宇都宮市へ編入される。
- 1954年（昭和29年）9月25日 - 宇都宮市へ編入され消滅。